# Aniplex of America
Aniplex of America o Aniplex USA è un'azienda americana che produce e distribuisce anime e musica, affiliata alla Aniplex e controllata dalla Sony Music Entertainment Japan.

## Anime
- Ano hana
- Baccano!
- Bakemonogatari
- Zetsuen no tempest
- Blue Exorcist
- Blue Exorcist: The Movie
- Day Break Illusion
- Durarara!!
- Fate/stay night (2014 series)
- Fate/Zero[1]
- Fullmetal Alchemist
- Fullmetal Alchemist: Brotherhood
- Garden of Sinners
- Tenpou Ibun Ayakashi Ayashi
- Sfondamento dei cieli Gurren Lagann
- Gurren Lagann The Movie –Childhood's End-
- Gurren Lagann The Movie –The Lights in the Sky Are Stars-
- Gyo
- Kill la Kill
- Magi: The Labyrinth of Magic
- Magi: The kingdom of magic
- Mekakucity Actors
- Monogatari Second Season
- Nisemonogatari
- Nekomonogatari (kuro)
- Mushishi: The Next Chapter
- Ryūgajō Nanana no Maizōkin
- Nisekoi
- Seikimatsu Okaruto Gakuin
- Oreshura
- Ore no imōto ga konna ni kawaii wake ga nai[2]
- Persona 3 The Movie
- Puella Magi Madoka Magica
- Puella Magi Madoka Magica - Parte 1 - L'inizio della storia
- Puella Magi Madoka Magica - Parte 2 - La storia infinita
- Puella Magi Madoka Magica - Parte 3 - La storia della ribellione
- Read or Die (OAV)
- R.O.D the TV
- Kenshin samurai vagabondo
- Kenshin Samurai Vagabondo - The Movie
- Samurai Flamenco
- Servant x Service
- Silver Spoon
- Star Driver: Kagayaki no Takuto
- Sword Art Online
- Sword Art Online II
- Mahōka Kōkō no Rettōsei
- Togainu no Chi
- Kakumeiki Valvrave
- Vividred Operation
- Sekai seifuku: bōryaku no Zvezda